# Federación de Artes Marciales Mixtas Equidad y Juego Limpio
La Federación de Artes Marciales Mixtas Equidad y Juego Limpio (FAMM-EJL) es el organismo rector de las artes marciales mixtas en México. La FAMM es la encargada de promover el desarrollo del MMA tanto a nivel amateur como profesional en toda la República. Está afiliada a la Federación Internacional de Artes Marciales Mixtas (IMMAF).
El actual presidente de la FAMM es Ubaldo Marroquín.

## Historia
La federación fue fundada a mediados del año 2016 teniendo como principales objetivos: el consolidar todas las fuerzas asociadas con el desarrollo de las artes marciales mixtas en México, formar una federación nacional unida con una amplia red de sucursales en las regiones, poner orden en las reglas de las competiciones y los métodos de entrenamiento de los atletas y árbitros.
En 2017, la FAMM fue avalada por la Comisión Nacional de Cultura Física y Deporte (CONADE).